# Hyalinobatrachium fleischmanni
Hyalinobatrachium fleischmanni (Boettger, 1893) è un anfibio anuro appartenente alla famiglia Centrolenidae.